# Generacija 5
Generacija 5 – serbski (wcześniej jugosłowiański) rockowy zespół muzyczny założony w Belgradzie.

## Historia zespołu

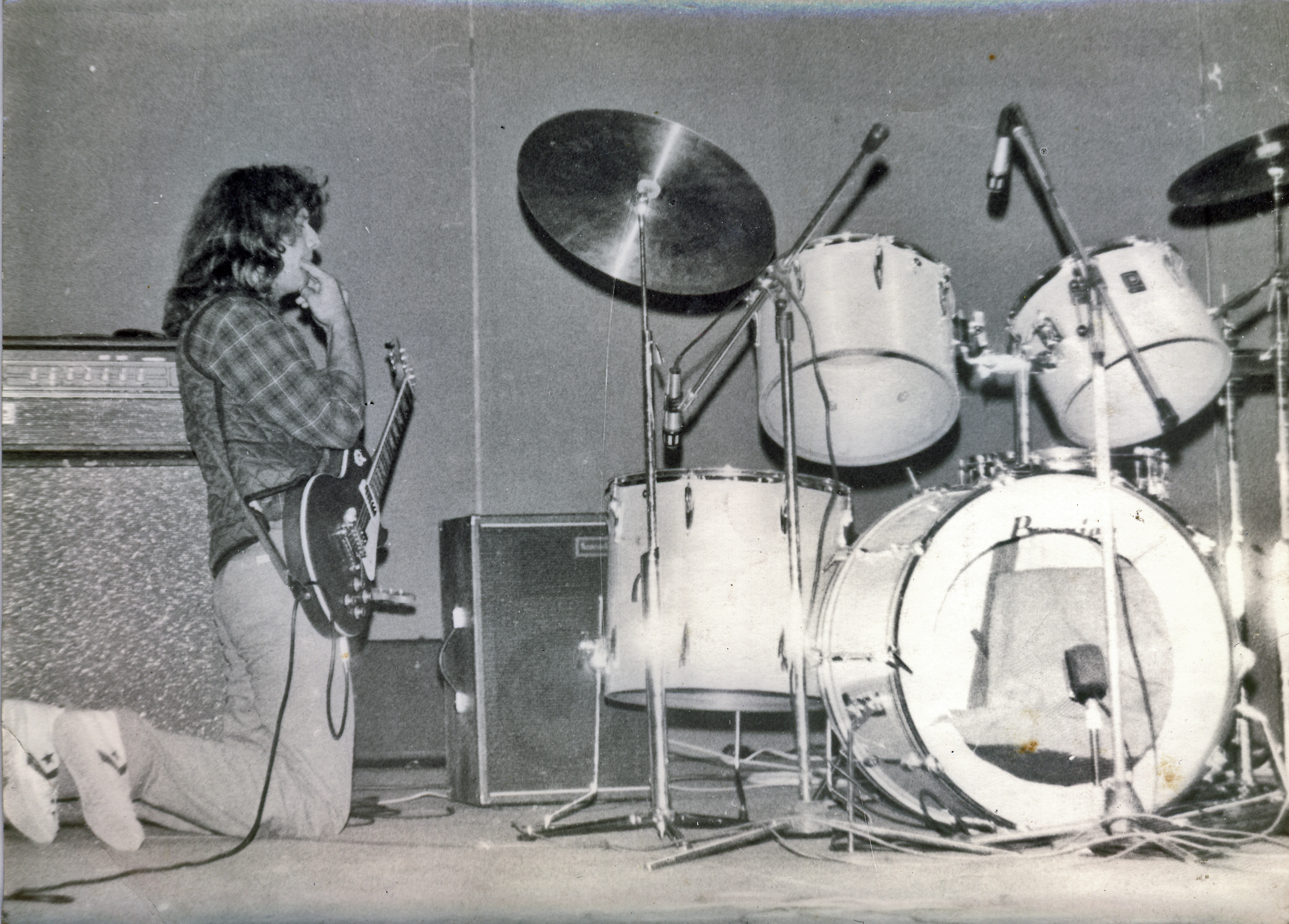
Gitarzysta Dragan Jovanović (lata 80. XX w.)

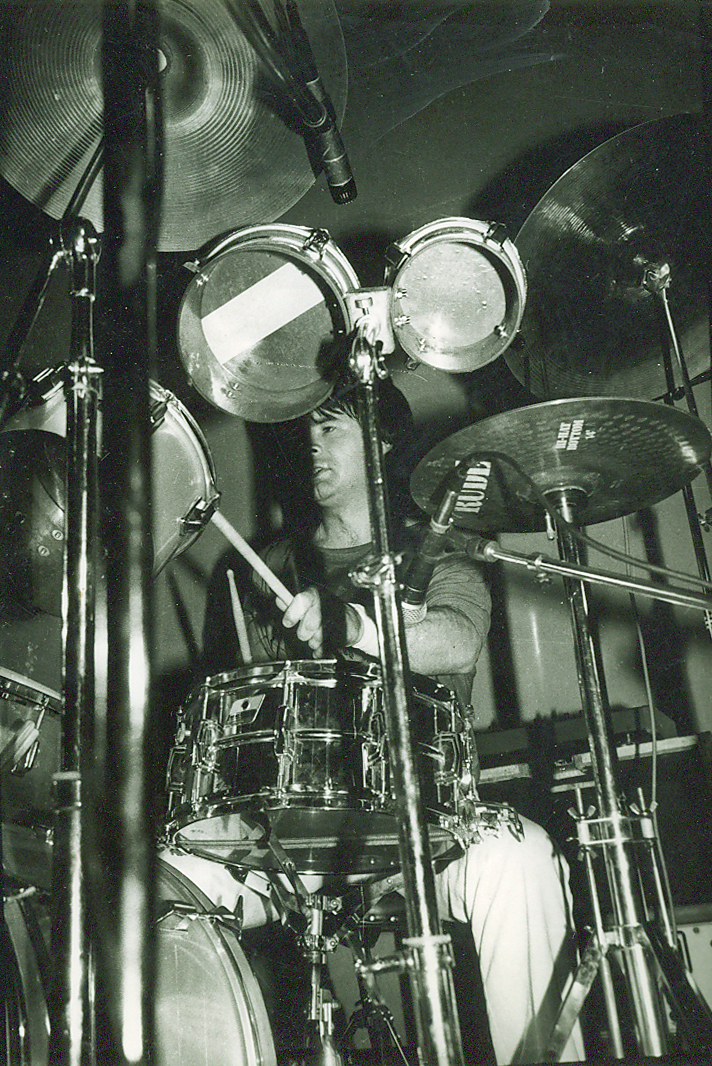
Perkusista Dušan Petrović

Grupa powstała w Belgradzie w połowie 1977 roku. Pierwszy skład stanowili: klawiszowiec Dragojlub Ilić, perksusista Slobodan Đorđević, wokalista Jovan Rašić, gitarzysta Dragan Jovanović (Krle) i gitarzysta basowy Dušan Petrović. Na pierwszych singlach z lat 1978–1979 zespół wykonywał muzykę hardrockową z wpływami jazz rocka, a wraz z dołączeniem do grupy nowego wokalisty Gorana Miloševića (brata piosenkarki Slađany Milošević) zaczęli stopniowo przechodzić na bardziej komercyjne brzmienie. Jesienią 1979 roku wydali trzeci singiel, a zarazem ich największy hit „Ti samo budi dovoljno daleko”. Pierwszy znaczący występ zespołu miał miejsce na festiwalu w Opatii w 1979 roku. Wystąpili wtedy z piosenką „Svemu dođe kraj” i zostali nagrodzeni za najlepsze wykorzystanie motywów folklorystycznych.
Ich pierwsza płyta pod tytułem Generacjia 5 ukazała się w 1980 roku, zaś druga Dubler dwa lata później. Z tego okresu pochodzą takie piosenki zespołu jak „Dolazim za pet minuta” (autorem tekstu jest Borislav Đorđević z grupy Riblja Čorba), „Ti i ja” oraz „Dubler” itd. Ich muzyka została wykorzystana w filmie Zorana Čalića Došlo doba da se ljubav proba z 1980 roku. Grupa zakończyła swoją działalność w 1982 roku.
Podczas przerwy najaktywniejszy muzycznie pozostał klawiszowiec Dragan Ilić. Pracował w wytwórni PGP RTB oraz współpracował z muzykami takimi jak Željko Bebek i Slađana Milošević. Skomponował również piosenkę „Za milion godina” w ramach projektu YU Rock Misija (była to odpowiedź na akcję Boba Geldofa, który zbierał środki na pomoc głodującym w Afryce). Ilić został laureatem wielu muzycznych nagród. Z kolei Goran Milošević przez pewien czas był członkiem zespołu Mama Co Co. Jovanović pracował jako muzyk studyjny, a Petrović i Djordjević przeprowadzili się do Stanów Zjednoczonych.
Dziesięć lat później, w 1992 roku zespół wznowił działalność. W nowy skład wchodzili, poza Ilićem i Jovanovićem, basista Miloš Stojisavljević (który wcześniej, jeszcze pod koniec lat 70. XX w. zastępował Petrovicia), perkusista Zoran Radovanović (Baki) oraz piosenkarz i aktor Đorđe David Nikolić. W 1994 roku wydali kompilacje, na której znajdowała się nowa piosenka „Najjači ostaju”, z którą osiągnęli duży sukces. Ta kompilacja, wraz z albumem koncertowym sprawiły, że wrócili oni w centrum zainteresowania ówczesnej serbskiej sceny rockowej. Powrotny album Svet je tvoj wydano w 1997 roku i zawierał takie piosenki jak „Ritam dodira”, „Šta ćemo sad nas dvoje”, „Povedi me u noć” i „Nosi je košava”. Đorđe David opuścił grupę w 2000 roku i poświęcił się karierze solowej, a nowym wokalistą grupy został Dragan Panjak. W tym samym roku ukazał się zbiór ballad Pomoli se još jednom, a tytułowa piosenka była jedyną, którą Panjak nagrał z zespołem. Na ostatnim albumie studyjnym Energija z 2006 roku wokalistą był już Dejan Najdanović (Najda), wcześniej członek grupy Smak.
Po dziesięciu latach braku działalności muzycznej, grupa wróciła na scenę w listopadzie 2016 roku z nowym singlem „Opasna po život”, który został opublikowany z okazji 40-lecia działalności zespołu. Był to także pierwszy utwór, który powstał z nowym, stałym członkiem zespołu, piosenkarzem Milošem Bajatom.

## Dyskografia
Albumy studyjne
- 1980: Generacija 5
- 1982: Dubler
- 1997: Svet je tvoj
- 2006: Energija

Albumy koncertowe
- 1995: Unplugged & Live

Kompilacje
- 1994: Generacija 5: Najjači ostaju 1978-1994
- 2000: Pomoli se još jednom... i druge balade

Single
- 1978: „Novi život” / „Izgubljeni san”
- 1979: „Svemu dođe kraj” / „Noćni mir”
- 1979: „Umoran od svega” / „Ti samo budi dovoljno daleko”
- 1981: „Spakuj se požuri” / „Samo laži”
- 2016: „Opasna po život”